# Grierson Island
Grierson Island är en ö utanför Budd Coast i Wilkes Land i Östantarktis. Australien gör anspråk på området. Öns högsta punkt ligger 50 m.ö.h.
Den ingår i ögruppen Balaena Islands och är belägen cirka 2 km västväst om Thompson Island. Ögruppen fotograferades från luften 1947 i samband med den amerikanska Operation Highjump och namngavs samma år efter John Grierson, ett sjöbefäl på brittiska fartyget Balaena.